# Cicloottene
Il cicloottene è un composto organico con formula C8H14. In condizioni normali è un liquido incolore infiammabile.

## Struttura molecolare
Il cicloottene è una molecola ciclica con 8 atomi di carbonio, collegati da sette legami singoli e un legame doppio. È il più piccolo cicloalchene che esiste in forma stabile nei due stereoisomeri cis e trans; il più comune e più stabile è l'isomero cis. Un'analisi teorica ha suggerito l'esistenza di 16 isomeri conformazionali e configurazionali, tutti chirali, formanti 8 coppie enantiomeriche.

## Sintesi
Il cis-cicloottene si ottiene con buona resa per idrogenazione del cicloottatetraene o per eliminazione di Cope dall'ossido di N,N-dimeticicloottilammina. Il trans-cicloottene si forma come racemato assieme all'isomero cis in seguito a pirolisi dell'idrossido di N,N,N-trimetilcicloottilammonio.
Una via molto elegante per ottenere trans-cicloottene è la sintesi di Corey-Winter che converte 1,2-dioli in olefine con eliminazione di CO2. A partire dal trans-cicloottandiolo lo schema di reazione è:
Il trans-cicloottene può anche essere ottenuto dal cis-cicloottene mediante isomerizzazione fotochimica. Sebbene l'equilibrio sia spostato dalla parte del cis-cicloottene, la reazione può essere portata a completamento se si rimuove l'isomero trans complessandolo con argento.
Industrialmente il cis-cicloottene è prodotto per idrogenazione selettiva dell'1,5-cicloottadiene, a sua volta ottenuto per dimerizzazione dell'1,3-butadiene:

## Reattività
Il cis-cicloottene è un composto stabile disponibile in commercio. Il trans-cicloottene è stabile per almeno un anno se mantenuto in frigorifero, usando un inibitore di radicali liberi come il di-t-butil-resorcinolo.
Il cis-cicloottene è un substrato usato in molte reazioni di epossidazione selettiva. Derivati del trans-cicloottene sono stati usati nell'ambito della chimica bioortogonale nella legatura con tetrazina.